# Hymenostylium grandirete
Hymenostylium grandirete är en bladmossart som beskrevs av Hugh Neville Dixon 1942. Hymenostylium grandirete ingår i släktet Hymenostylium och familjen Pottiaceae. Inga underarter finns listade i Catalogue of Life.